# Europejska Nagroda Filmowa – Nagroda Publiczności dla najlepszego aktora
Europejska Nagroda Filmowa – Nagroda Publiczności dla najlepszego aktora przyznawana była w latach 1997–2005.

## Dotychczasowi zwycięzcy
- 1997 –  Javier Bardem (Drżące ciało)
- 1998 –  Antonio Banderas (Maska Zorro)
- 1999 –  Sean Connery (Osaczeni)
- 2000 –  Ingvar Eggert Sigurðsson (Anioły wszechświata)
- 2001 –  Colin Firth (Dziennik Bridget Jones)
- 2002 –  Javier Cámara (Porozmawiaj z nią)
- 2003 –  Daniel Brühl (Good bye, Lenin!)
- 2004 –  Daniel Brühl (Miłość w myślach)
- 2005 –  Orlando Bloom (Królestwo niebieskie)